# Ground-Based Midcourse Defense

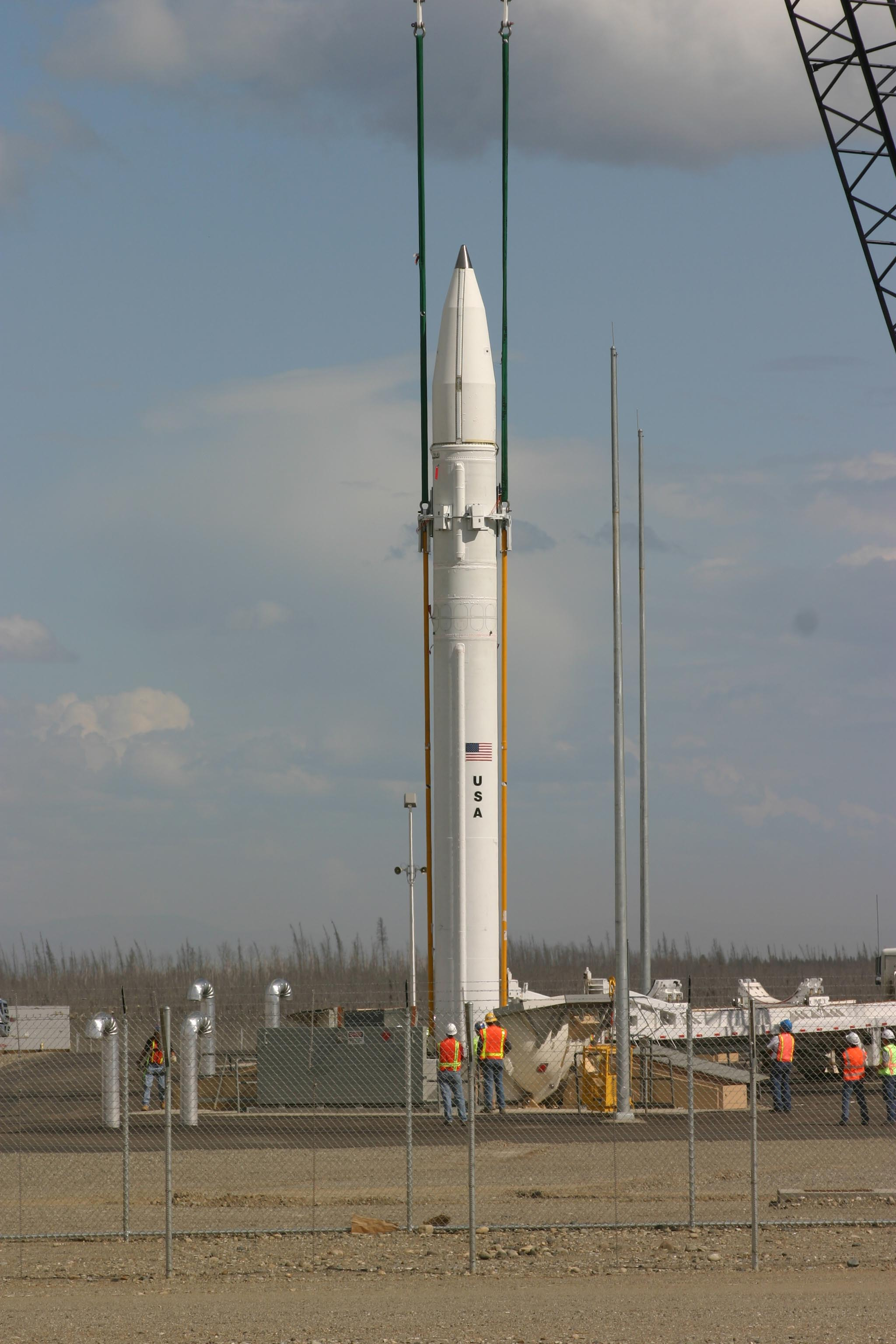
Наземний перехоплювач, завантажений у бункер у Форт-Грілі, Аляска, у липні 2004 року.

Ground-Based Midcourse Defense (GMD, укр. Наземна система протиракетної оборони на маршевій ділянці польоту) — система протиракетної боротьби Сполучених Штатів для перехоплення боєголовок, що надходять у космос, на проміжній фазі балістичної траєкторії польоту. Головний компонент американської стратегії протиракетної оборони проти балістичних ракет, включаючи міжконтинентальні балістичні ракети (МБР), що несуть ядерні, хімічні, біологічні або звичайні боєголовки. Система розгорнута на військових базах у штатах Аляска та Каліфорнія; у 2018 році складається з 44 перехоплювачів і охоплює 15 часових поясів із датчиками на суші, у морі та на орбіті. У 2019 році огляд протиракетної оборони вимагав розмістити на Алясці 20 додаткових наземних перехоплювачів.
GMD управляється Агентством протиракетної оборони США (MDA), тоді як оперативний контроль і виконання забезпечує армія США, а функції підтримки надаються ВПС США. Раніше відома як Національна протиракетна оборона (NMD), назва була змінена в 2002 році, щоб відрізнити її від інших програм протиракетної оборони США, таких як програми перехоплення космічного та морського базування, або оборони, націленої на фазу розгону та фази повторного польоту. Передбачається, що до 2017 року вартість програми становить 40 мільярдів доларів. Того року MDA запланувала перше випробування на перехоплення за три роки після прискореної програми випробувань ракет великої дальності Північної Кореї.

## Опис

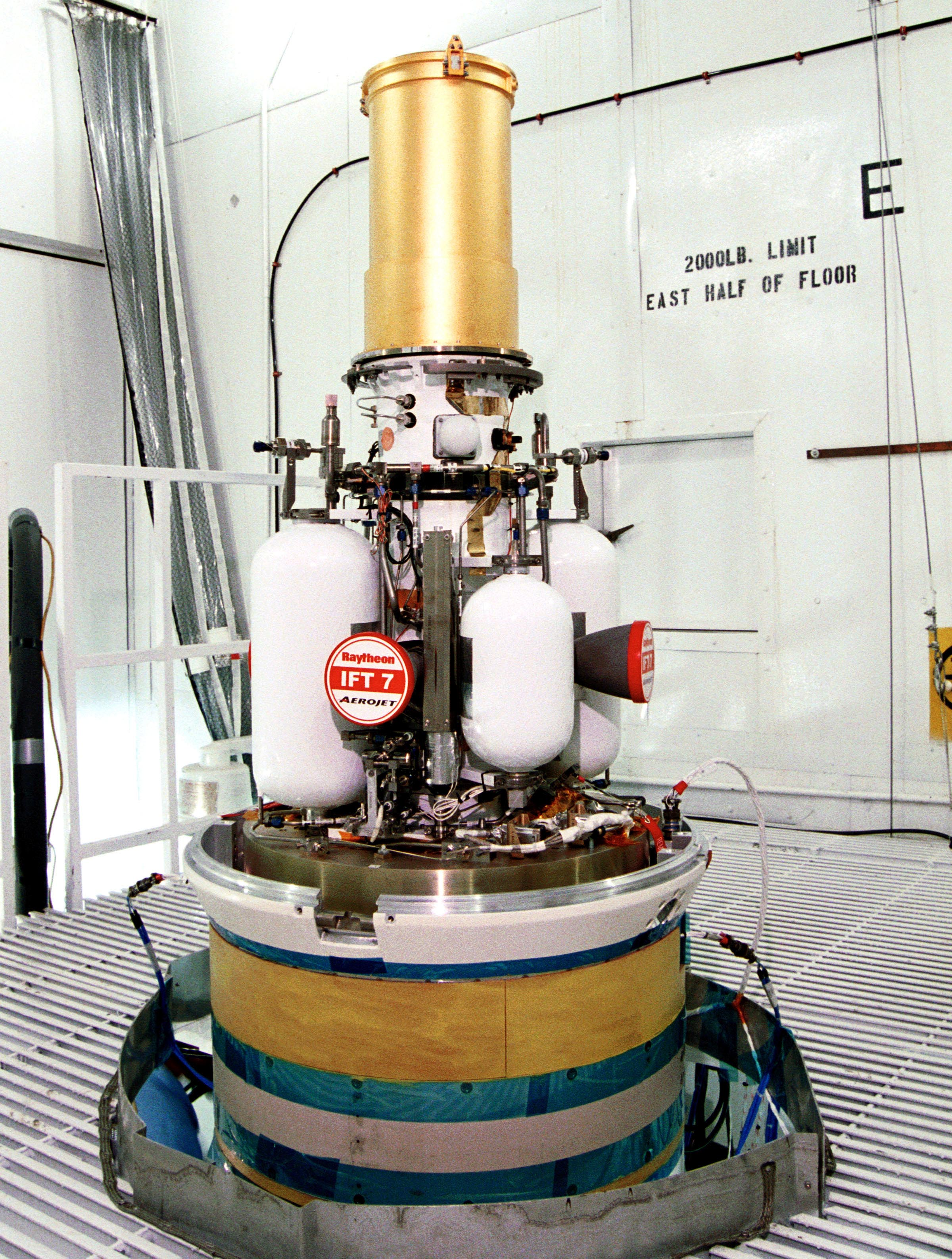
Прототип Exoatmospheric Kill Vehicle

Система складається з радіолокаційних і наземних ракет-перехоплювачів для перехоплення боєголовок, що надходять у космос. Boeing Defense, Space & Security є головним підрядником програми, якому доручено контролювати та інтегрувати системи інших великих оборонних субпідрядників, таких як Computer Sciences Corporation і Raytheon.
Ключовими підсистемами системи GMD є:
- Exoatmospheric Kill Vehicle (EKV) – Raytheon
- Наземний перехоплювач (GBI) – розгінний транспортний засіб, створений Orbital Sciences ; для кожної ракети-перехоплювача є ракетна шахта та сховище інтерфейсу шахти (SIV), яке є підземним приміщенням електроніки, що прилягає до шахти.
- Бойове управління, управління та зв'язок (BMC3) – Northrop Grumman
- Наземні радари (GBR) – Raytheon
- AN/FPS-132 Модернізований радар раннього попередження (UEWR) – Raytheon
- Радари X-діапазону переднього базування (FBXB), такі як платформа X-діапазону морського базування та AN/TPY-2 — Raytheon

Місця перехоплення знаходяться у Форт-Грілі, Аляска і на базі космічних сил Ванденберг, Каліфорнія. Третє місце для запропонованого американського комплексу протиракетної оборони було заплановано в Польщі, але було скасовано у вересні 2009 року.